# Microrregión de Carira
La microrregión de Carira es una de las  microrregiones del estado  brasilero de Sergipe perteneciente a la mesorregión del Sertão Sergipano. Está dividida en seis  municipios.

## Municipios
- Carira
- Frei Paulo
- Nossa Senhora Aparecida
- Pedra Mole
- Pinhão
- Ribeirópolis

- Datos: Q665700